# Karácsony Benő

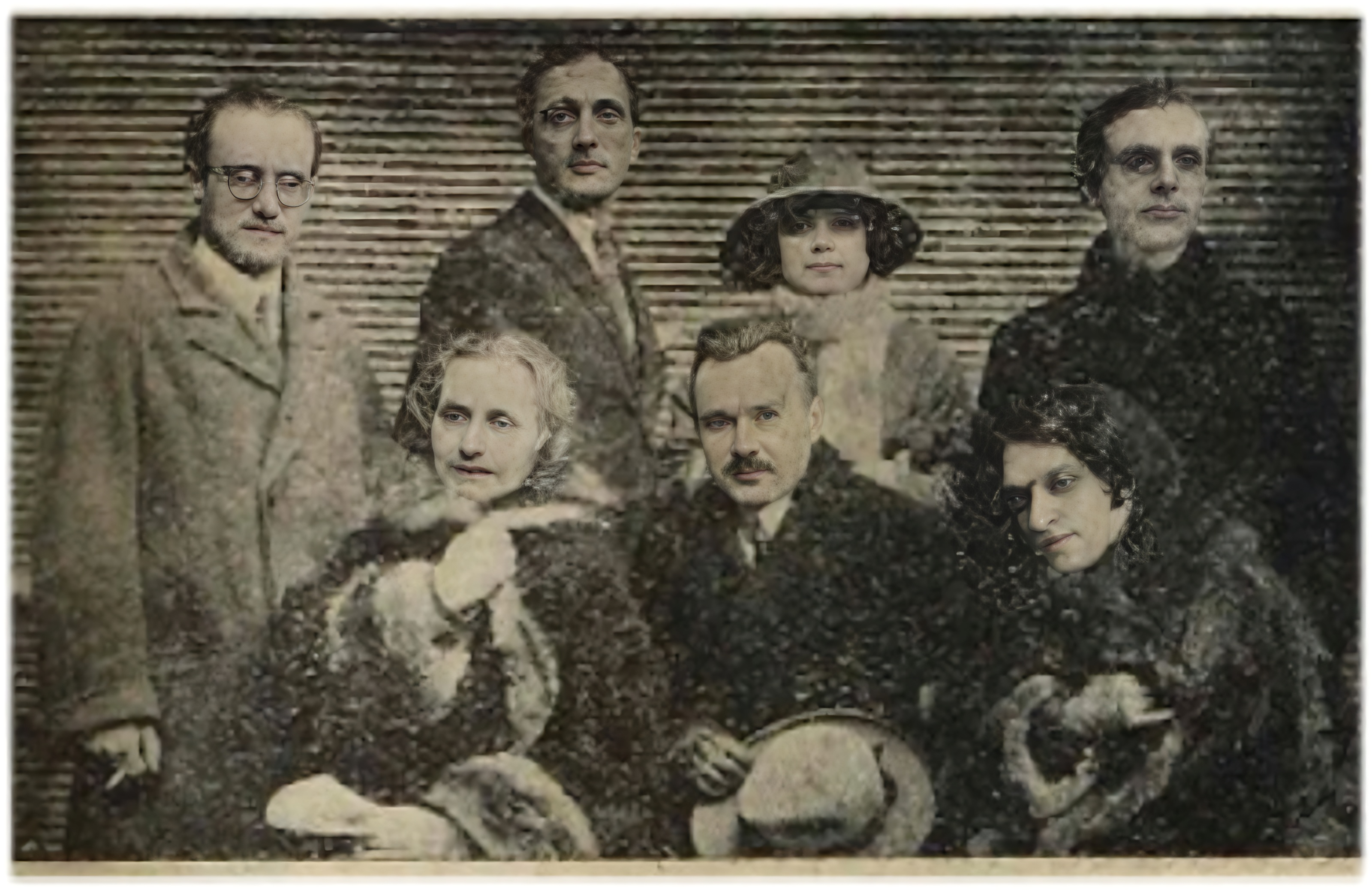
Színészekkel a Válás után c.darabja 1924-es marosvásárhelyi bemutatója után (az író az alsó sorban, középen).

Karácsony Benő (sz. Klärmann Bernát, Gyulafehérvár, 1888. szeptember 7. – Auschwitz, 1944 nyara), erdélyi magyar író.

## Életpályája
Középiskolai tanulmányait szülővárosa Római Katolikus Főgimnáziumában végezte, egy diákcsíny miatt azonban otthon nem jelentkezhetett érettségi vizsgára, és a kolozsvári Római Katolikus Főgimnáziumban nyilvánították éretté (1906). A nagyváradi jogakadémián kezdte főiskolai tanulmányait, de férfiszabó édesapja nem tudta tovább támogatni, ezért csak az első világháború után szerezhetett ügyvédi képesítést Kolozsvárott. Közben frontszolgálatot teljesített, megsebesült, a temesvári kórházban ápolták, majd ismét a frontra küldték, 1919-ben került haza. 
Az 1930-as évek elején Kolozsváron telepedett le és önálló ügyvédi irodát nyitott; ismert íróként is tovább folytatta ügyvédi gyakorlatát, csaknem húsz éven át. 1944-ben deportálták, a nemzetiszocializmus végzett vele.

## Munkássága
Joghallgató korában csípős hangú hetilapot szerkesztett Gyulafehérvárt, s ebben élesen bírálta a vármegyei közigazgatást. Első novellái a Gyulafehérvári Hírlap-ban jelentek meg (1908–09) eredeti családi nevén.
A Napkelet-ben közölt Dinnyebefőtt című novellájában vonja magára először az irodalmi közvélemény figyelmét (1920). Nem sokkal később a marosvásárhelyi és a kolozsvári színház bemutatja Válás után című színművét, majd az Erdélyi Könyvbarátok Társasága sorozatában novelláskötettel jelentkezik (Tavaszi ballada, 1925). A Helikon megalakulásánál még nincs jelen, de később bekapcsolódik az írói közösség munkájába, és 1942-ig rendszeresen részt vesz a marosvécsi találkozókon. További regényeit az Erdélyi Szépmíves Céh jelenteti meg, míg posztumusz műve, A megnyugvás ösvényein 1946-ban a JBA gondozásában lát napvilágot.
Regényeit nem annyira az epikum, mint inkább az alanyiság jellemzi. Ironikus-lírai vallomások e regények, melyek nagyjából mind ugyanazt a problematikát tükrözik, a környezet többnyire ugyanaz, a hősök is hasonlítanak egymásra, ilyenformán egyik művét a másik folytatásának tekinthetjük, ha kifejezetten csak a posztumusz regénye szövi is tovább Felméri Kázmérnak, a Napos oldal hősének történetét. Azért különbségeket is észlelünk: az Utazás a szürke folyón szemlélete kevésbé derűs, mint az előző regényeié, A megnyugvás ösvényein pedig eszmeileg mutat túl rajtuk, amennyiben a polgári társadalom elleni erkölcsi szembenálláson túl szolidaritást is sugall azokkal az erőkkel, amelyek egy emberibb társadalomért harcolnak.
Vissza-visszatérő képlet, hogy a komoly hősnek van egy komikus alteregója. Kettejük párbeszéde lényegében elemzi a társadalmat az analitikus groteszk jegyében. És az eredmény, bármennyire is humoros mezben folyik ez az elemzés: tragikus. Egyértelműen mutatja a kapitalizmus emberellenes tendenciáit, amelyek következtében igazi emberséggel csak a polgári társadalom áldozatainak sorában, az elesettek, félresodródó különcök, a kiszolgáltatottságukat fölényes iróniával takargató sebzett lelkű hősök és "udvari bolondjaik" között találkozhatunk.
A Pjotruská-ban Baltazár, a regényíró, és Csermely, a gyámoltalan fogalmazó alkotja ezt a kettőst. Következő regényében az első világháborúban súlyosan megsérült és a megváltozott világban helyét sehogy sem találó Tunák mérnök ellenlábasa a "szocialista" Himmel. Legjellegzetesebb azonban az Utazás a szürke folyón hősének, Sebestyén gyógyszerésznek és az avantgárd lázadást megtestesítő Ferdinándnak a párhuzama-szembenállása. Ez utóbbi humora nem azonos a századelő irodalmában már oly nagy teret hódító kedélyes humorral. Gyilkos „fekete humor” ez, mely az érzelmek helyébe intellektualitást állít és a szkeptikus magatartást tartja egyedül korszerűnek. Vele szemben Sebestyén a jó igenlésének szelleme: egy igazságosabb társadalmi rendről álmodik. Benne a jóakarat, a pozitív hozzáállás, az emberi szolidaritás és együttérzés ölt testet. Jellemképében érdekesen elegyednek groteszk és „fenséges” elemek. Hasonlóképpen ellentétes ebben a regényben a cselekmény színhelyének változása is. Az első részben Párizsban, a lenyűgöző világváros varázsában szépség és nagyvonalúság közepette folyik Sebestyén és Ferdinánd párbeszéde. A második részben hirtelen ellentétes előjelű környezetbe csöppenünk, Borjúmál községbe, melynek kicsinyes társadalma erkölcsi Liliputország. Az ábrázolást itt szarkasztikus hangvétel, végsőkig elszánt leleplező szándék itatja át.
Az író egyaránt otthonos városi és falusi környezetben, figurái jól egyénítettek, egyik-másik női alakja költői ihletettséggel megrajzolt. A természet szépségét, a társadalmi bajok elől menedéket nyújtó vigaszát is lehelik művei. Fő erőssége és vonzereje: a stílus. Ennek könnyedsége a gondolatok kötetlen csapongásából, humoros ötletek sziporkázásából adódik, ami mögött azonban líraiság húzódik meg. "Mókáim csak vastag pokrócok voltak – vallja egy helyt önmagáról –, amik fázékony valóságaimat óvták a meghűléstől."
Az Új élet kapujában című regényét megjelenése idején Gaál Gábor a Korunk-ban szigorúan elmarasztalta „önkényes valóságtere” miatt, melyben „az egész élet hamisan jelenik meg”, és így a mondandó „az állásfoglalás-nélküliség kátyújáb„” jut. Társadalombírálata miatt már pozitívabb kihangzásúnak érezte a Napos oldal-t, de a főhőssel szemben fenntartja: „a Felméri Kázmér-féle se ide, se oda tartozás, felülállás és szigetverés, félő, hogy csak egy ironikus hajlandóság megnyilatkozási feltétele”. A mai kritika már oldottabban ítéli meg az írót, akinek a paradoxonjai olykor ugyan cinikus benyomást keltenek, valójában azonban a meghökkentés eszközével mély humanizmusnak törnek utat.
Találóan jellemezte Németh László Karácsony Benő előadásmódját: „Egészen társtalan a magyar irodalomban ez a szeszélyesen csapkodó, zilált, mindig váratlan fordulatos hang, a gunyorosságnak, az egykettőre könnyekig szökő megindulásnak, az intuitív sziporkázásnak ez az állandó egzaltáltsága, amely akarva, nem akarva elragadja az embert.” Ez a stiláris és paradox sokoldalúság teszi az írót annyira népszerűvé, hogy 1944 után életműve Robotos Imre, Szász János, Baróti Pál értékeléseivel csaknem hiánytalanul új kiadásban megjelent. A rút kis kacsa újra műsorra került, s írásainak adaptációjával Gyöngyösi Gábor színdarabot írt Sohasem késő címmel. Farkas István pedig színre vitte a Napos oldal dramatizált változatát Nagyváradon.

## Művei
- Válás után, színmű, 1923
- Tavaszi ballada. Novellák; Révész, Marosvásárhely, 1925 (Erdélyi könyvbarátok társasága) Online elérés
- Pjotruska. Regény, 1-2.; ill. Kós Károly; Erdélyi Szépmíves Céh, Cluj-Kolozsvár, 1927  Online elérés
- Új élet kapujában; Erdélyi Szépmíves Céh, Kolozsvár, 1932 Online elérés
- Napos oldal. Regény; Erdélyi Szépmíves Céh, Cluj, 1936 Online elérés[8]
- Rút kiskacsa, vígjáték, 1937
- Utazás a szürke folyón; Révai, Bp., 1940 Online elérés
- A megnyugvás ösvényein. Regény; Józsa Béla Athenaeum, Kolozsvár, 1947 Online elérés
- Tavaszi ballada. Novellák; Irodalmi, Bukarest, 1968 (Romániai magyar írók)
- Líra. Novellák; vál., előszó Géczi A. János; Kriterion, Bukarest, 1990
- Nyári délután a régi Fehérvárt. Összegyűjtött novellák; vál., előszó Balázs Imre József; Kalota, Kolozsvár, 2006
- Dinnyebefőtt. Novellák; vál. Géczi A. János; Holnap Kulturális Egyesület, Nagyvárad, 2016